# الجامعة المسيحية الدولية

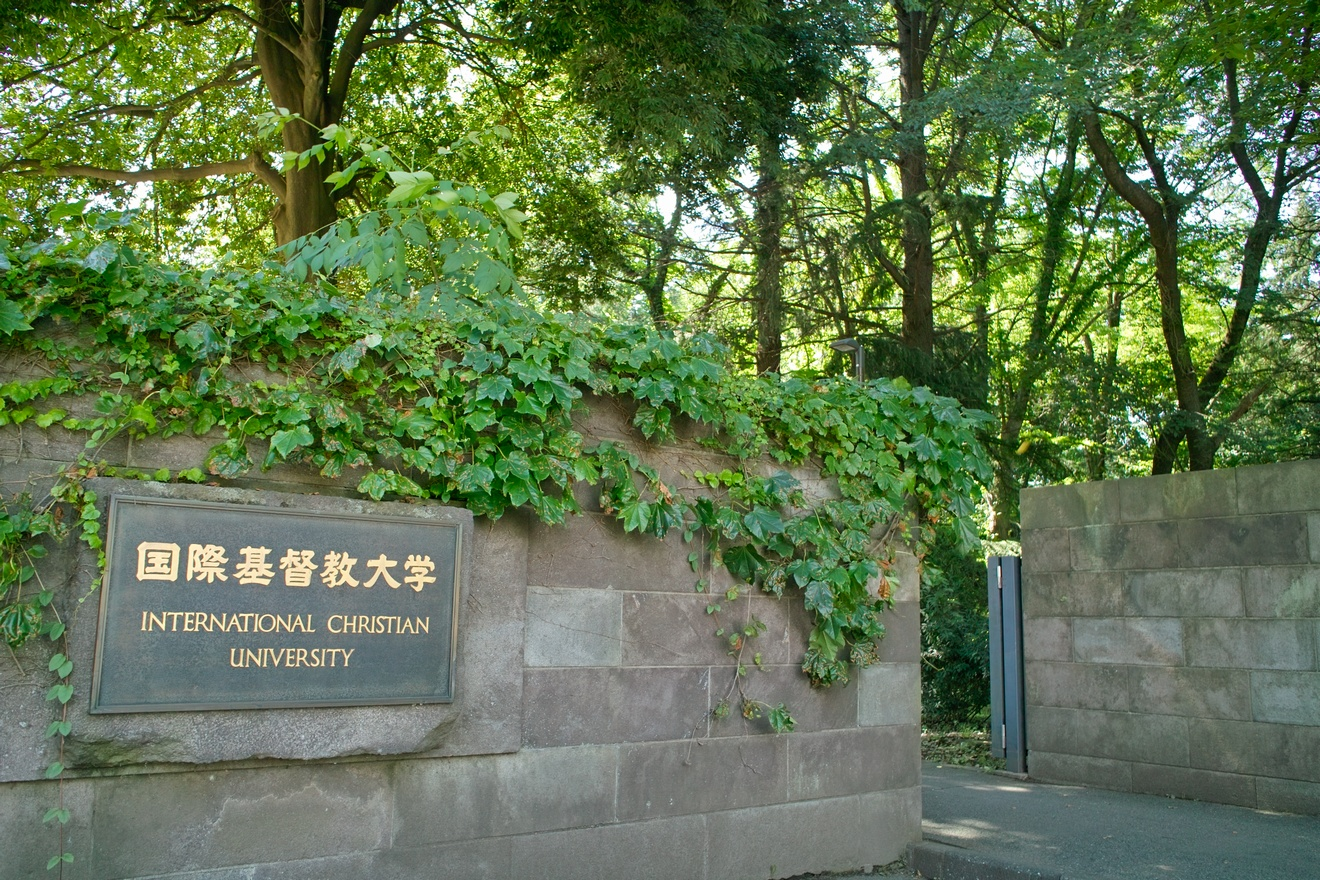
البوابة الأمامية لوحدة العناية المركزة

الجامعة المسيحية الدولية (باليابانية: 国際 基督教 大学) هي جامعة خاصة غير طائفية تقع في ميتاكا، طوكيو، اليابان. بفضل جهود الأمير تاكاماتسو والجنرال دوغلاس ماك آرثر ورئيس بنك اليابان، هيساتو إيشيمادا، تم تأسيس هذه الجامعة في عام 1949 كأول كلية للفنون الحرة في اليابان. تقدم الجامعة حاليًا 31 تخصصًا جامعيًا ومدرسة للدراسات العليا. اختارت وزارة التعليم والثقافة والرياضة والعلوم والتكنولوجيا وحدة العناية المركزة كواحدة من 37 مدرسة لأفضل مشروع جامعي عالمي في 2014.
تعد الجامعة المسيحية الدولية فريدة من نوعها لكونها حرمًا ثنائي اللغة بالكامل، وتعقد الفصول إما باللغة الإنجليزية أو اليابانية، مع كل أعضاء هيئة التدريس المطلوبين أن يكون لديهم إتقان قوي في كلتا اللغتين. تم تصنيف الجامعة من قبل فوربس كأفضل 10 كلية للفنون الحرة في آسيا وتصنف كأفضل جامعة يابانية خاصة بحلول 2020 تصنيف مجلة تايمز للتعليم العالي للجامعات العالمية (بالإنجليزية: Times Higher Education Japan University Rankings)‏. ومن بين خريجيها البارزين الأميرة ماكو من أكيشينو، والأميرة كاكو من أكيشينو، وكاز هيراي، الرئيس والمدير التنفيذي لشركة سوني، والسيناتور الأمريكي جاي روكفلر. الجامعة المسيحية الدولية عضو في تحالف جامعات الفنون الليبرالية الآسيوية ولديها العديد من المؤسسات الشريكة في جميع أنحاء العالم مثل نظام جامعة كاليفورنيا، وجامعة بنسلفانيا، وجامعة ديوك، وجامعة جورج تاون، وجامعة يونسي، وكلية لندن الجامعية، وكلية لندن للاقتصاد والسياسة. العلوم، جامعة كولومبيا البريطانية وأكثر من ذلك.

## المؤسسة

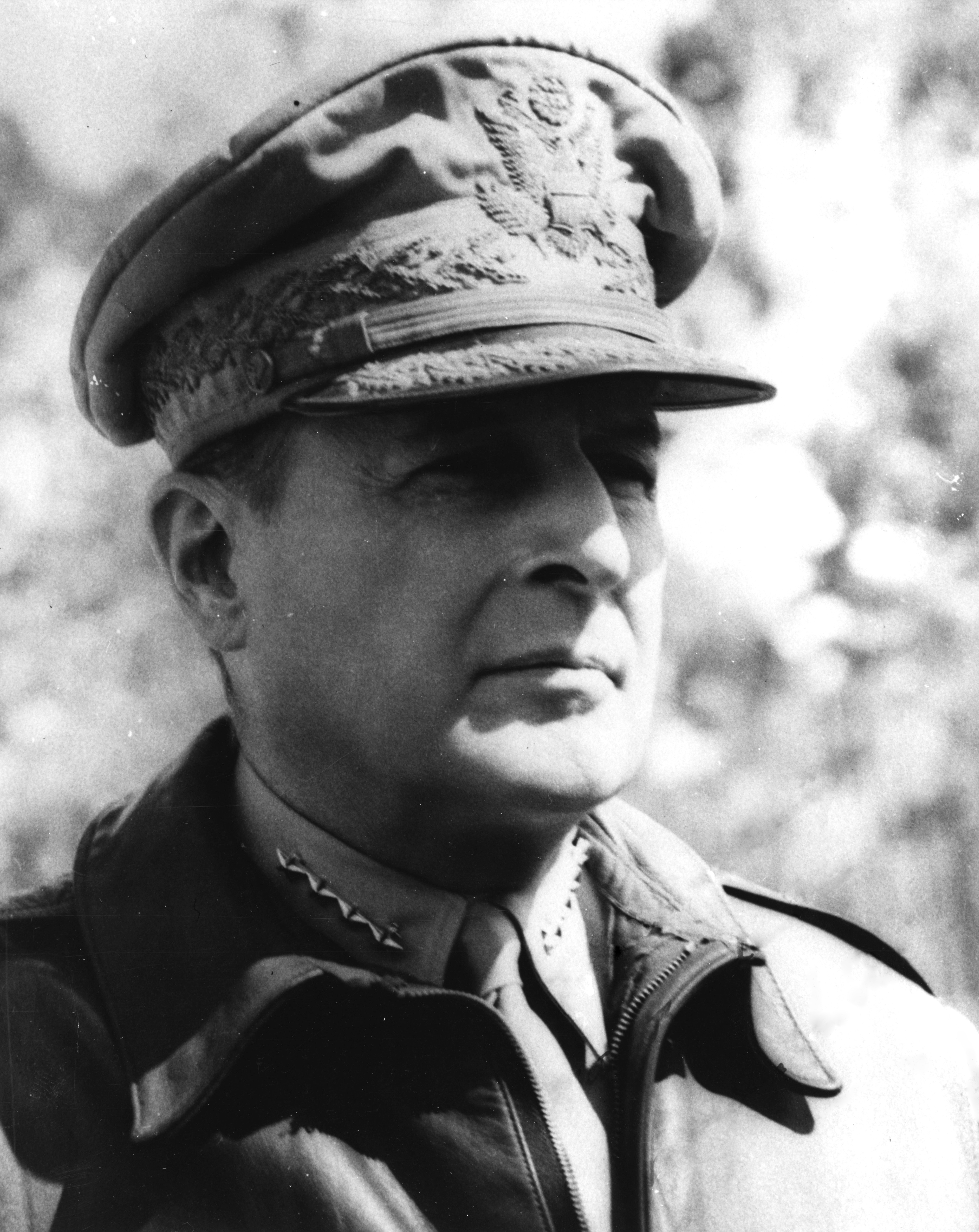
الجنرال دوغلاس ماك آرثر

### التاريخ
تأسَّست الجامعة المسيحية الدولية في عام 1949. مع التركيز على المصالحة والسلام، تم تصور الجامعة المسيحية الدولية على أنها «جامعة الغد»، مكان يعيش فيه الطلاب اليابانيون والدوليون معًا ويتعلمون تلبية احتياجات عالم ناشئ أكثر ترابطاً. عند دخول الطلاب إلى وحدة العناية المركزة، فإنهم يوقعون على إعلان الأمم المتحدة العالمي لحقوق الإنسان، ويواجهون تحديًا لإلزام أنفسهم بالمساعدة في تحقيق العدالة الاجتماعية والسلام العالمي. بسبب هذا الالتزام بحقوق الإنسان، ألقت إليانور روزفلت أول خطاب دعوة لوحدة العناية المركزة. وفقًا لمؤسسة اليابان الجامعة المسيحية الدولية (JICUF):
«بدأت حملات منسقة لجمع التبرعات في كل من اليابان وأمريكا الشمالية. ترأس هيساتو إيشيمادا، محافظ بنك اليابان الذي كان بوذيًا، حملة اليابان التي جمعت الأموال اللازمة لشراء قطعة أرض كبيرة للجامعة. الرئيس الفخري لحملة جمع التبرعات الأمريكية كان الجنرال دوغلاس ماك آرثر، واستجاب جمهور أمريكا الشمالية بمساهمات سخية أيضًا.»
الابن الثالث للإمبراطور تايشو، الأخ الأصغر للإمبراطور شووا وعم الإمبراطور أكيهيتو نوبوهيتو، الأمير تاكاماتسو ترأس الرئيس الفخري للجنة التحضيرية لتأسيس وحدة العناية المركزة.

## حرم الجامعة
يقع الحرم الجامعي الرئيسي لـ الجامعة المسيحية الدولية على مساحة 150 فدانًا مشجرًا في غرب طوكيو، مع مناطق وسط المدينة مثل شينجوكو حوالي نصف ساعة بالقطار. الكمبيوتر والوصول إلى الإنترنت متاح في جميع أنحاء الحرم الجامعي. يقع الحرم الجامعي على بقايا أثرية قديمة تعود إلى عصر ما قبل جومون وجومون، مما يمنح الطلاب الفرصة للمشاركة في العمل الميداني الأثري. العناصر المحفورة الموجودة في الحرم الجامعي معروضة بشكل دائم في متحف هاتشيرو يواسا التذكاري. بالإضافة إلى ذلك، يقع الحرم الجامعي مباشرة في الموقع السابق لمصنع شركة ناكاجيما للطائرات. في منطقة مشجرة هادئة بالحرم الجامعي ومن خلال بوابة كبيرة من القش توجد حديقة تايزانسو. بنيت في عشرينيات القرن الماضي، وتضم الحديقة بيت شاي ياباني تقليدي وغرفة ذات حصيرة واحدة ذات أهمية تاريخية مبنية من الخشب الذي تم جمعه من المواقع المقدسة والتاريخية في جميع أنحاء اليابان. تمتلك وحدة العناية المركزة 240 أكر (0.97 كـم2) الحرم الجامعي في ناسو و13 أكر (53,000 م2) مركز التراجع في كارويزاوا، منطقة كيتاساكو، محافظة ناغانو. تضم وحدة العناية المركزة مركز روتاري للسلام وحل النزاعات، بالشراكة مع منظمة الروتاري الدولية. إنه مركز الروتاري للسلام الوحيد الذي يمنح شهادات عليا في آسيا وهو واحد فقط من سبعة مراكز سلام في جميع أنحاء العالم. يقع مركز الدراسة بجامعة كاليفورنيا في طوكيو والذي يستضيف برنامج UCEAP في اليابان أيضًا في حرم الجامعة المسيحية الدولية الجامعي.

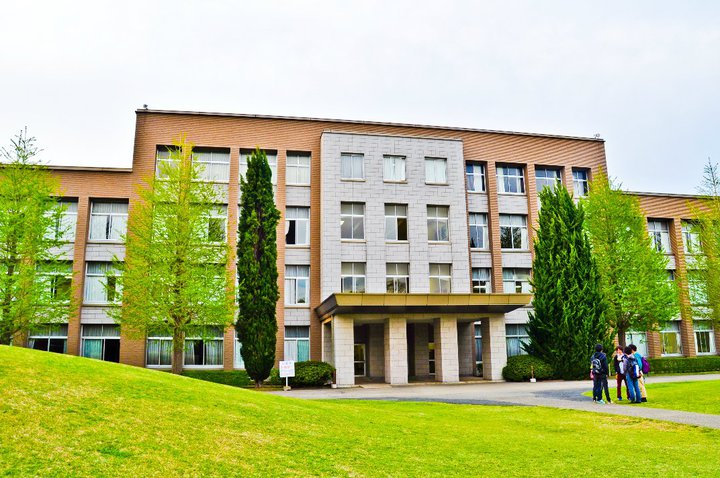
تم تغيير المظهر الخارجي للمبنى الرئيسي بما في ذلك الفصول الدراسية والمختبرات والعيادات في عام 2003.
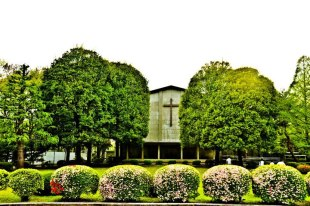
تقام مراسم الدخول والتخرج في كنيسة الجامعة المسيحية الدولية.
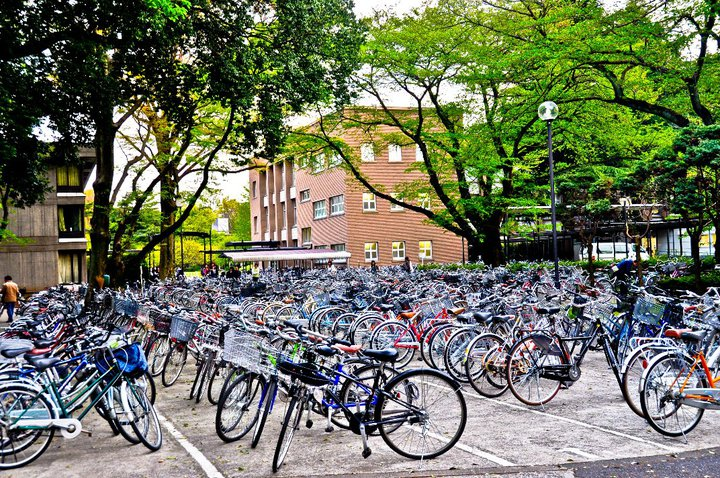
هناك طلاب يركبون الدراجات في حرم وحدة العناية المركزة الواسع.
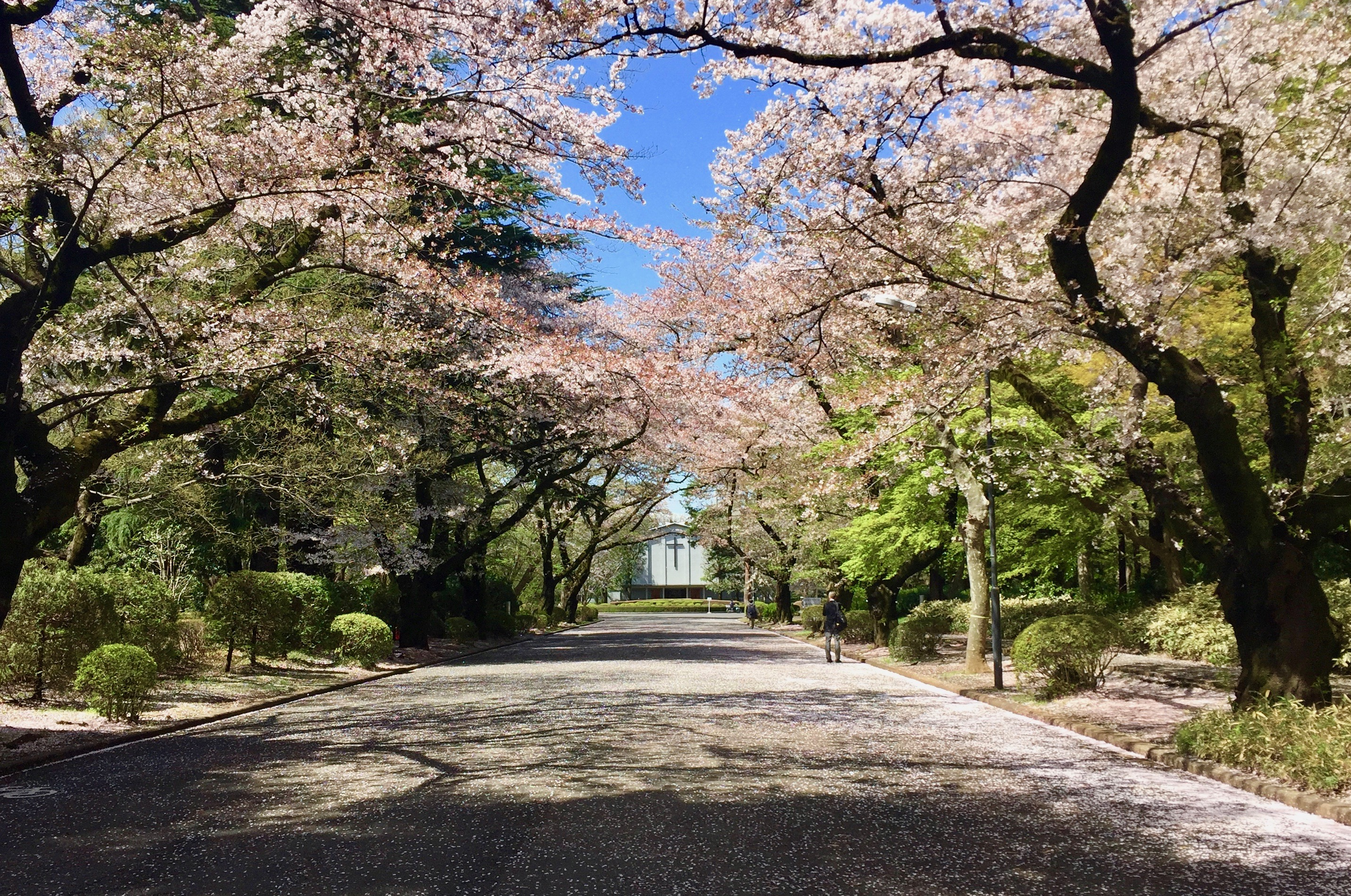
مدخل وحدة العناية المركزة المؤدي إلى مصلى الجامعة. يحتوي الطريق على صفوف من أشجار أزهار الكرز على كلا الجانبين والتي تتفتح في الربيع، مما يدل على بداية عام دراسي جديد.

## أكاديميون

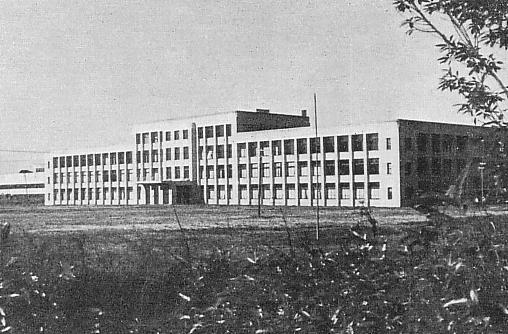
الجامعة المسيحية الدولية في الخمسينيات. تم استخدام المبنى الرئيسي من قبل معهد ميتاكا التابع لشركة ناكاجيما للطائرات.

تقدم الجامعة المسيحية الدولية درجة درجة البكالوريوس في الفنون الحرة المجالات، وكذلك الماجستير والدكتوراه درجة في التعليم، الإدارة العامة، الثقافة المقارنة والعلوم الطبيعية. حوالي 18 ٪ من أعضاء هيئة التدريس يأتون من الخارج (البلدان الناطقة باللغة الإنجليزية بشكل أساسي). يوجد برنامج قوي للغة الإنجليزية (ELP)، يتم تدريسه من قبل مدرسين للغة الإنجليزية من أعضاء هيئة التدريس متعاقدين ومتعاقدين، والذي كان متورطًا في إصلاح مناهج مثير للجدل في عام 2010، مما أدى إلى تغيير الاسم إلى برنامج اللغة الإنجليزية للفنون الليبرالية (ELA) في أبريل 2012. يُطلب من الأكاديميين الذين يتطلعون إلى التدريس في وحدة العناية المركزة تقديم مرجع يمكنه أن يشهد على التزامهم بالمسيحية، على الرغم من موقف الجامعة بأن زيادة معتنقي العقيدة المسيحية ليس هدفها الأساسي.

### برامج البكالوريوس
يختار الطلاب تخصصًا واحدًا أو تخصصين على أنهما تخصص واحد أو تخصصان أو تخصصان فرعيان. يتم تقديم 31 تخصصًا رئيسيًا اعتبارًا من عام 2017.
- الدراسات الأمريكية
- الأنثروبولوجيا
- الفنون وعلم الآثار
- الدراسات الآسيوية
- علم الأحياء
- الأعمال
- الكيمياء
- علوم الكمبيوتر
- دراسات التنمية
- الاقتصاد
- التعليم
- الدراسات البيئية
- دراسات الجنس والجنس
- الدراسات العالمية
- العلاقات الدولية
- دراسات اليابان
- تعليم اللغة
- القانون
- اللغويات
- الأدب
- الرياضيات
- الإعلام، الاتصالات والثقافة
- موسيقى
- دراسات السلام
- الفلسفة والدين
- الفيزياء
- السياسة
- علم النفس
- السياسة العامة
- علم الاجتماع

## برامج الدراسات العليا
هذه قائمة بالبرامج التي تقدمها الجامعة في إطار الدراسات العليا:
- ماجستير الآداب في التربية
  - التركيزات: التربية أو علم النفس أو تعليم اللغة
- ماجستير الآداب في الإدارة العامة أو ماجستير الآداب في العلاقات الدولية
- ماجستير الآداب في التحليل الاجتماعي والثقافي
- ماجستير الآداب في الإعلام واللغة
- ماجستير الآداب في الاقتصاد العام
- ماجستير الآداب في دراسات السلام
- ماجستير الآداب في الثقافة المقارنة
  - التركيزات: دراسات الثقافة اليابانية أو الدراسات عبر الثقافات
- ماجستير الآداب في العلوم الطبيعية
  - التركيزات: الرياضيات وعلوم المعلومات أو علوم المواد أو علوم الحياة

### أكاديميون ثنائيو اللغة
لغات التدريس في الجامعة المسيحية الدولية هي اليابانية والإنجليزية. يتم تقديم حوالي 30٪ من جميع الدورات باللغة الإنجليزية، والباقي باللغة اليابانية أو بكلتا اللغتين.
يمكن للطلاب المحتملين الذين ليس لديهم معرفة مسبقة باللغة اليابانية التقدم بموجب عملية فحص وثائقي، بدلاً من الخضوع لامتحانات القبول التي تُجرى باللغة اليابانية. يُطلب من هؤلاء الطلاب أن يكونوا حاصلين على مستوى جامعي من الكفاءة في اللغة الإنجليزية وأن يأخذوا بعد ذلك دورات برامج اللغة اليابانية الجامعة المسيحية الدولية (JLP) لاكتساب ثنائية اللغة وفي النهاية أخذ دورات تدرس باللغة اليابانية. بموجب سياسة ثنائية اللغة في مناهج الجامعة المسيحية الدولية، يأخذ الطلاب دورات لغة للغة غير المهيمنة في سنتهم الأولى والسنة الثانية (اعتمادًا على متطلبات لغة الطالب، الإنجليزية للفنون الليبرالية أو برامج اللغة اليابانية). يعمل في كل قسم في الحرم الجامعي موظفين يتمتعون بإلمام قوي بكلتا اللغتين. تتوفر موارد الطلاب، ومواقع الجامعة المسيحية الدولية، ولوحات نشرات الحرم الجامعي باللغتين اليابانية والإنجليزية لاستيعاب الطلاب من أي خلفية لغوية.

### نظام الثلث
ينقسم العام الدراسي إلى ثلاثة فصول تبلغ مدة كل منها أحد عشر أسبوعًا تقريبًا، وتستمر كل دورة فصلًا دراسيًا واحدًا. يتيح ذلك تجربة تعليمية ديناميكية، حيث يمكن للطلاب تصميم مناهجهم الخاصة مع تغير اهتماماتهم وتطورها.

### مؤسسة اليابان المسيحية الدولية
تأسست مؤسسة اليابان الجامعة المسيحية الدولية (JICUF)، في ولاية نيويورك في 23 نوفمبر 1948 وساعدت في إنشاء وحدة العناية المركزة في عام 1953. اليوم، ويحافظ على أساس اثنين من الشركات غير الهادفة للربح: مؤسسة الجامعة المسيحية الدولية اليابان، وشركة تدعم مؤسسة اليابان الجامعة المسيحية الدولية ضمنَ وحدة العناية المركزة بعدة طرق، بما في ذلك تقديم المنح الدراسية، وإدارة برنامج تبادل أعضاء هيئة التدريس، وتوفير التمويل للبرامج والمشاريع الدولية، والمساعدة في تمويل المباني الجديدة في الحرم الجامعي. للمؤسسة مكاتب في مدينة نيويورك. المدير التنفيذي الحالي لمؤسسة اليابان المسيحية الدولية هو بول هاستينغز.

## معاهد البحوث
يوجد في الجامعة المسيحية الدولية ثمانية معاهد بحثية اعتبارًا من عام 2016. بالإضافة إلى البحث، تخطط هذه المعاهد وترعى المؤتمرات والمحاضرات والندوات والندوات بالإضافة إلى تزويد الطلاب بفرص للقاء علماء متميزين من اليابان وخارجها.
- معهد البحوث والخدمات التربوية (IERS)
- معهد أبحاث العلوم الاجتماعية (SSRI)
- معهد دراسة المسيحية والثقافة (ICC)
- معهد الدراسات الثقافية الآسيوية (IACS)
- معهد أبحاث السلام (PRI)
- مركز الأبحاث لتعليم اللغة اليابانية (RCJLE)
- معهد الدراسات المتقدمة لعلم النفس العيادي (IASCP)
- مركز دراسات النوع (CGS)

## الحياة الطلابية

### التركيبة السكانية
اعتبارًا من عام 2011، كان لدى الجامعة المسيحية الدولية 2851 طالبًا جامعيًا يدرسون في كلية الفنون الليبرالية، مع 1041 طالبًا و 1810 طالبة. كان لدى كلية الدراسات العليا لوحدة العناية المركزة 150 طالبًا، منهم 64 رجلاً و 86 امرأة. 90.5 ٪ من طلاب البكالوريوس والدراسات العليا في الجامعة المسيحية الدولية هم مواطنون يابانيون، والباقي يمثلون 44 دولة. العديد من الطلاب اليابانيين العائدين الذين عاشوا في الخارج، والمعروف أيضًا باسم kikokushijo (帰 国 子女)، يشكلون الجسم الطلابي. يعيش غالبية طلاب وحدة العناية المركزة خارج الحرم الجامعي، إما في المنزل مع أسرهم أو في شقق. اعتبارًا من عام 2010، كان حوالي 600 طالب يعيشون في الحرم الجامعي.

### برامج التبادل التعليمي الدولي
يشارك أكثر من نصف الطلاب في برامج الدراسة بالخارج خلال فترة وجودهم في وحدة العناية المركزة. تبلغ نسبة الطلاب الذين يدرسون في الخارج من خلال برامج وحدة العناية المركزة قبل التخرج 55.5٪ (عام 2014). يُشار إلى الطلاب الذين يأتون من الخارج للدراسة في الجامعة المسيحية الدولية في برنامج تبادل لمدة عام على أنهم نظامي لمدة عام واحد.

### قاعة طعام الجامعة المسيحية الدولية
قاعة طعام الجامعة المسيحية الدولية، والمعروفة أيضًا باسم جاكي (ガ ッ キ)، هي المقصف الرسمي للجامعة المسيحية الدولية. أعيد بناؤه في عام 2010، جاكي هو الجمهور، الخدمة الذاتية الكافتيريا ويعد واحدا من أحدث وأشهر المباني في الحرم الجامعي.

### النوادي والدوائر الطلابية
يُعرف طلاب الجامعة المسيحية الدولية بطاقتهم الرائعة ومبادرتهم في إنشاء مشهد للأنشطة المشتركة التي يقودها الطلاب ويديرها الطلاب. يوجد حوالي 100 نادي ومنظمة يقودها الطلاب في مجالات الفنون والرياضة والأكاديمية والاجتماعية. يتم تشكيل أندية جديدة حسب ما تمليه مصلحة الطلاب، ويشارك معظم طلاب وحدة العناية المركزة في واحدة أو أكثر من هذه المنظمات.

### بعد التخرج
اعتبارًا من عام 2016، حصل 95.3 ٪ من خريجي الجامعة المسيحية الدولية الجامعيين (الطلاب الباحثين عن عمل) على وظيفة مباشرة بعد التخرج. وجد طلاب الجامعة المسيحية الدولية فرص عمل في مجموعة واسعة من الصناعات، لا سيما مع الشركات العالمية. أكثر من 20٪ من الطلاب يذهبون للدراسات العليا في الخارج وفي اليابان. تشمل الجامعات المحلية والخارجية: الجامعة المسيحية الدولية، وجامعة طوكيو، وجامعة كيوتو ، وجامعة هيتوتسوباشي، وجامعة أكسفورد، وجامعة كولومبيا، ومعهد ماساتشوستس للتكنولوجيا، وجامعة لندن، وجامعة هارفارد، وغيرها الكثير.

## الاعتماد الأكاديمي
تم اتخاذ إجراءات الاعتماد في اجتماع مجلس أمناء الأكاديمية الأمريكية للتعليم الليبرالي 
- الجامعة المسيحية الدولية، طوكيو، اليابان - مُنحت الاعتماد البرنامجي، حتى نوفمبر 2015، تم اعتماد البرامج الأكاديمية لوحدة العناية المركزة لكلية الفنون الليبرالية وكلية الدراسات العليا بشكل فردي من قبل وزارة التعليم والثقافة والرياضة والعلوم والتكنولوجيا اليابانية (MEXT). حصلت الجامعة المسيحية الدولية أيضًا على اعتماد من جمعية اعتماد الجامعات اليابانية (JUAA).[26]

## التصنيفات الأكاديمية

### التصنيفات العامة
في عام 2019، احتلت الجامعة المسيحية الدولية المرتبة 11 بين جميع الجامعات في اليابان، والأولى بين الجامعات الخاصة من قبل تقييم التايمز للتعليم والأعمال. صنفت كيو إس للجامعات العالمية (بالإنجليزية: QS World University Rankings)‏ الجامعة المسيحية الدولية على أنها 174 في آسيا في عام 2016. قدمت فوربس قائمة بأفضل 10 كليات فنون ليبرالية في آسيا بما في ذلك الجامعة المسيحية الدولية التي استندت إلى تصنيفات جامعة كيو إس لآسيا لعام 2014.

### تصنيفات الخريجين
وفقًا لذا ويكلي إيكونوميست (بالإنجليزية: The Weekly Economist s)‏ وحسبَ تصنيفات 2010 التي وردت في مقال في 2006/10/16، فإنَّ خريجو الجامعة المسيحية الدولية لديهم 24 أفضل معدل توظيف في 400 شركة كبرى، ومتوسط رواتبهم هو رابع أفضل راتب في اليابان.

### الشعبية والانتقائية
الجامعة المسيحية الدولية هي واحدة من أكثر الجامعات انتقائية في اليابان. تعتبر صعوبة الدخول عادة واحدة من أفضل الجامعات الخاصة بين 730 جامعة. تستخدم الجامعات الوطنية والعامة أنواعًا مختلفة من الاختبارات. وبالتالي فهي قابلة للمقارنة فقط بين الجامعات في نفس الفئة، على سبيل المثال، فإنَّ تصنيفات هيناشي وهي الإشارة التي تظهر صعوبات الدخول من قبل المدارس الإعدادية. الصحفي الياباني كيوشي شيمانو تصنف صعوبة دخولها على أنها ضمن فئة الأكثر انتقائية / من بين 11 مقياسًا في اليابان، والتي تضم فقط أربع جامعات خاصة و11 جامعة وطنية.

## خريجون بارزون

Notable Alumni of ICU
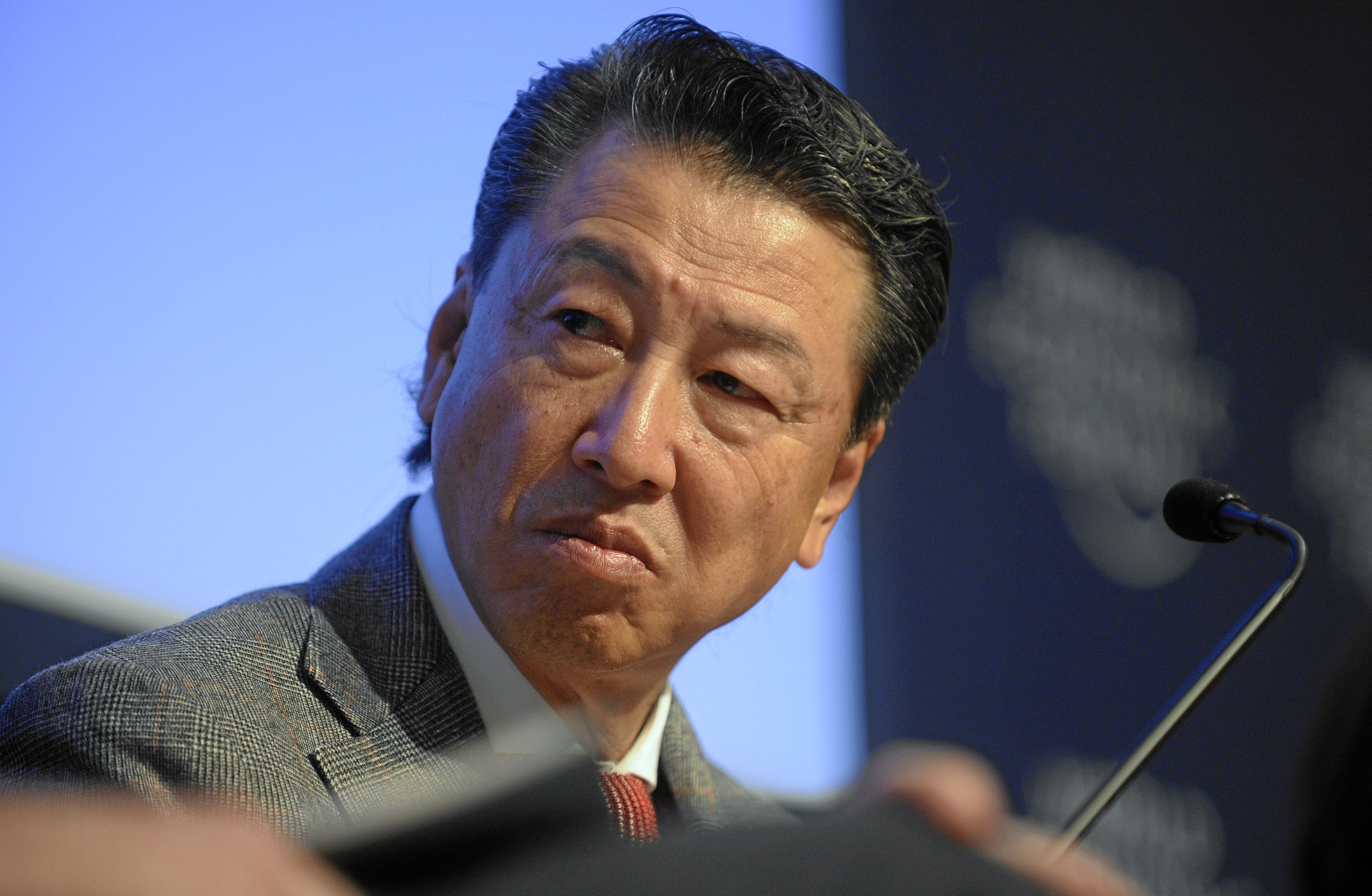
هيروتاكا تاكيوتشي، أستاذ بكلية هارفارد للأعمال.
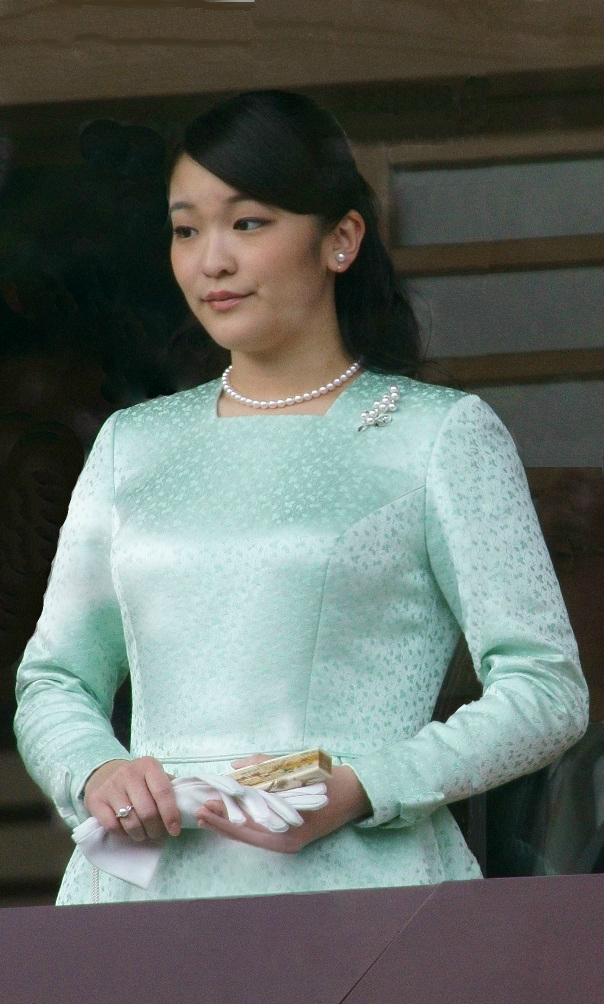
الأميرة ماكو من أكيشينو.
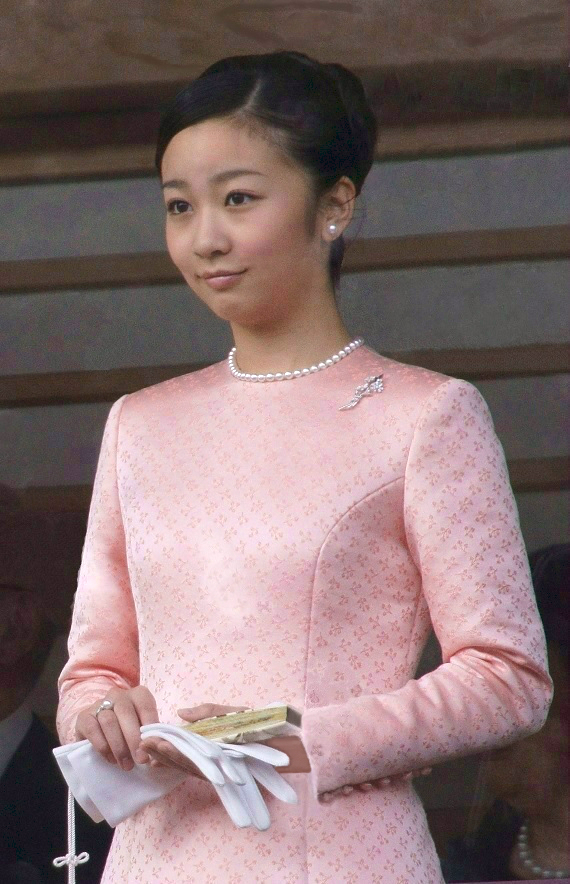
الأميرة كاكو من أكيشينو.
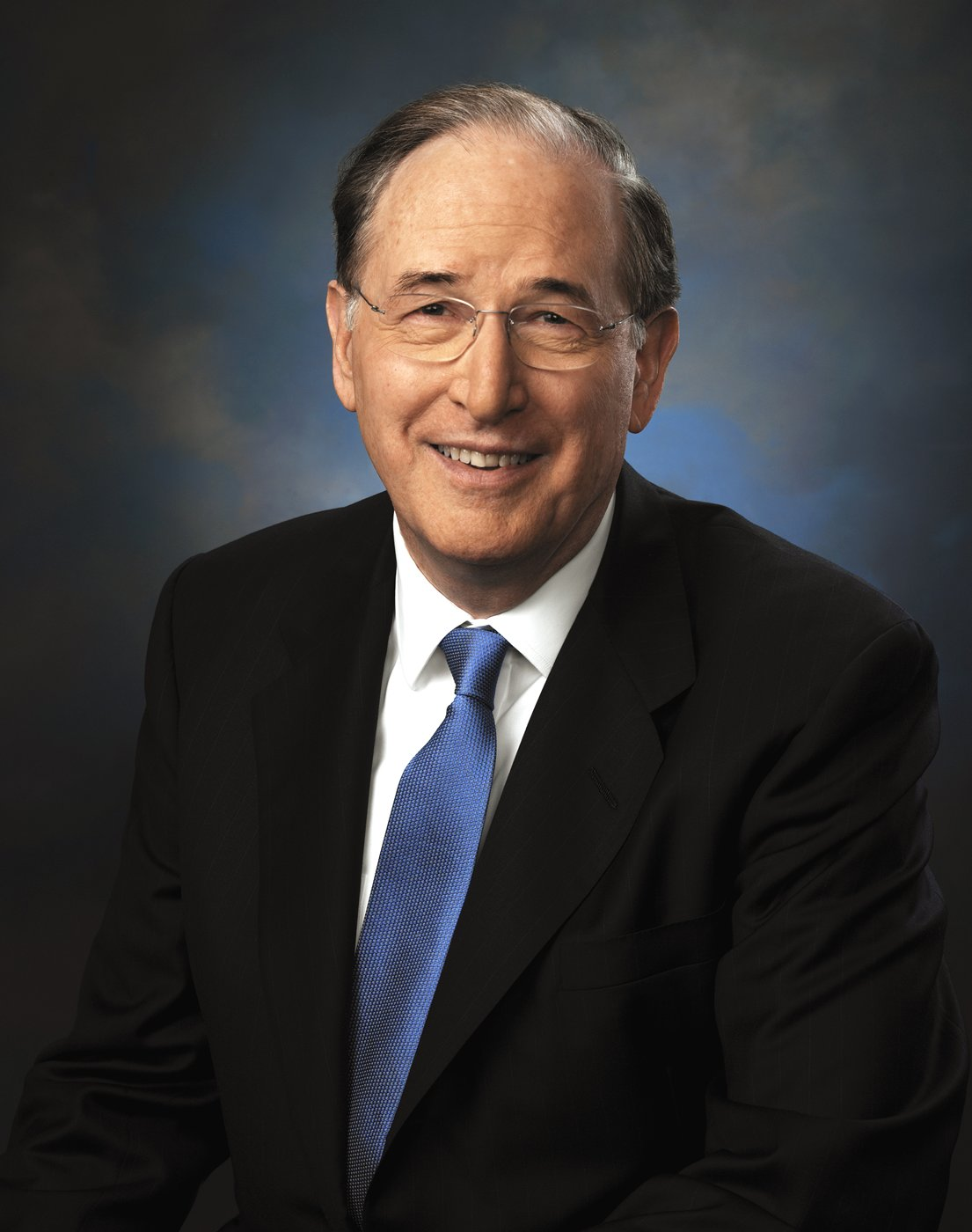
جاي روكفلر، عضو مجلس الشيوخ عن ولاية فرجينيا الغربية.
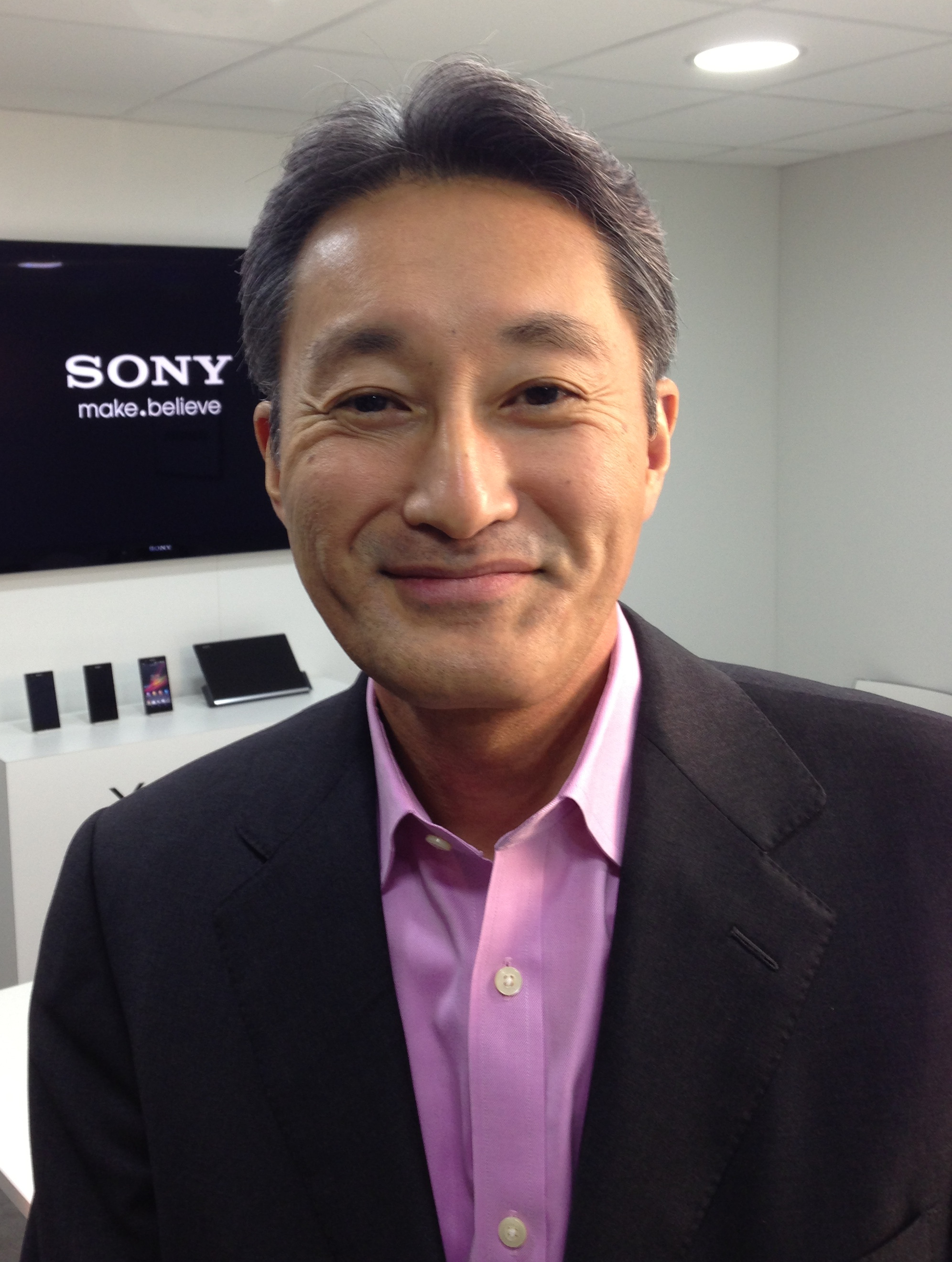
كاز هيراي، رئيس مجلس إدارة شركة سوني.
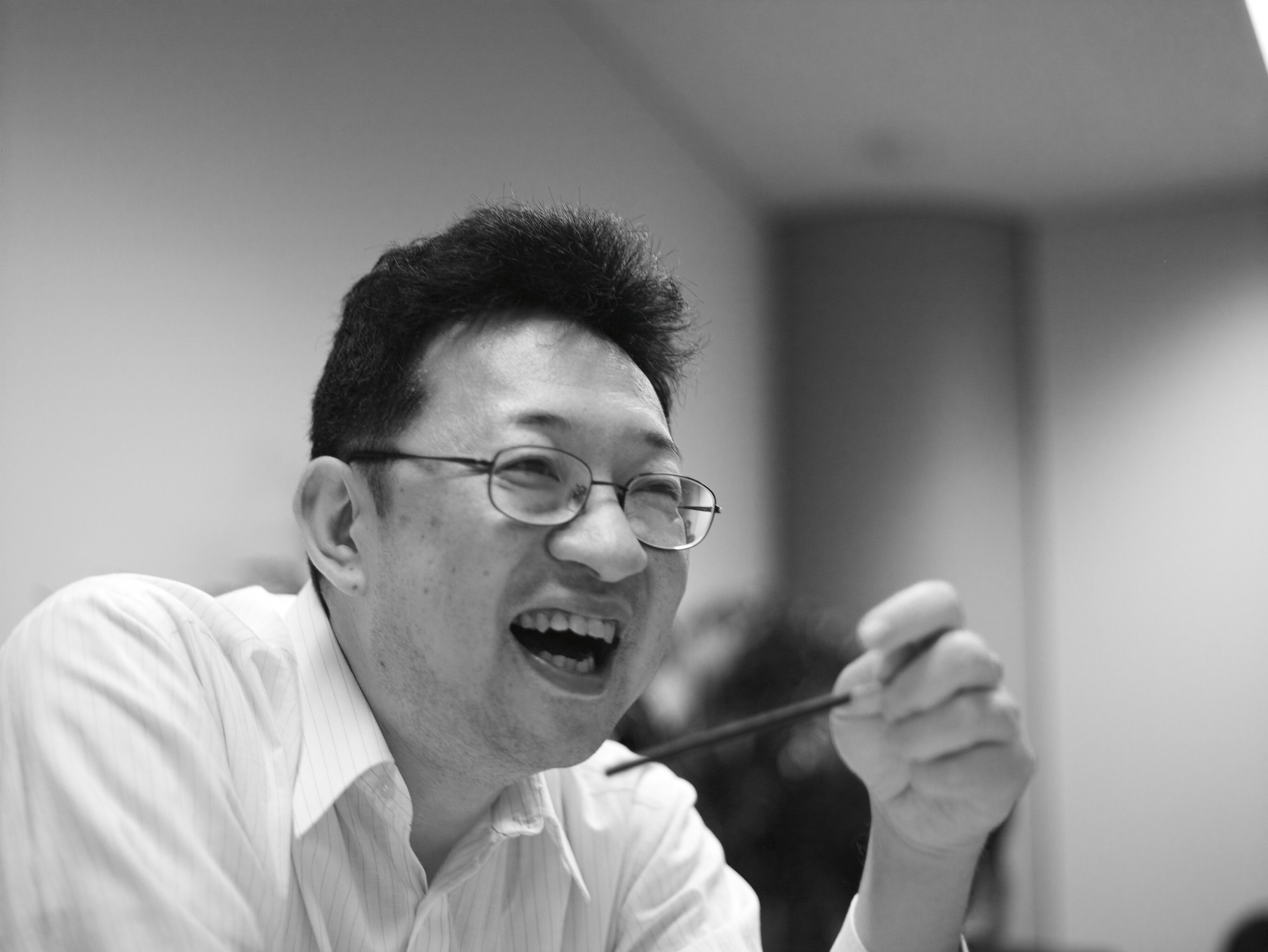
هيرواكي كيتانو  [لغات أخرى]‏، الرئيس والمدير التنفيذي لمختبرات علوم الكمبيوتر في سوني ، أستاذ معهد أوكيناوا للعلوم والتكنولوجيا.
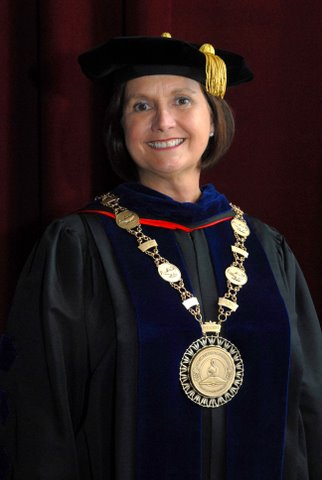
Betsy Boze (née: Vogel)، الرئيس التنفيذي وعميد جامعة ولاية كينت ستارك.
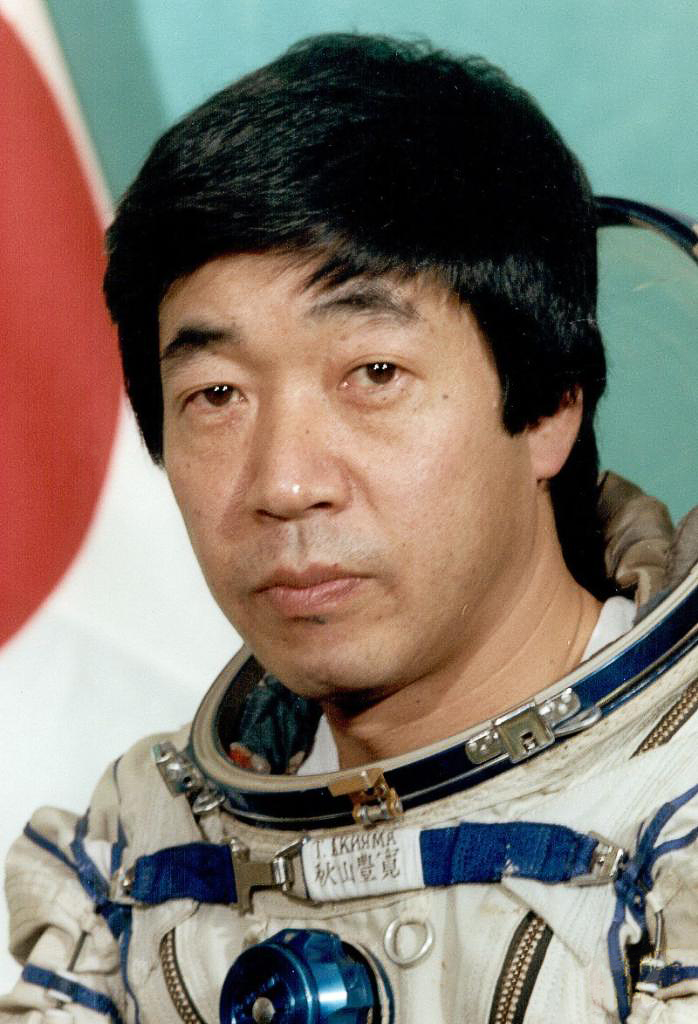
تويوهيرو أكياما، أول صحفي وأول ياباني يسافر إلى الفضاء في أول رحلة فضاء منظمة تجاريًا

- كي أكاجي - عازف البيانو الجاز
- تاكيشي أميميا - أستاذ الاقتصاد إدوارد أميس إدموندز في جامعة ستانفورد
- توشيو أريما - رئيس فوجي زيروكس
- ألبرت تشان (1975) - رئيس جامعة هونغ كونغ المعمدانية [35]
- أكيكو إيتشيكاوا (مستشارة أزياء) - كاتب وكاتب تسويق في مدينة نيويورك
- كوسي كاوا - رسام لكتب الأطفال
- شيجيرو مياغاوا - أستاذ اللغويات وأستاذ كوتشي مانجيرو للغة والثقافة اليابانية في معهد ماساتشوستس للتكنولوجيا
- يوكو ناراهاشي - منتج سينمائي بارز ومخرج اختيار
- ماريكو بيترز - سياسي هولندي سابق وموظف حكومي
- كازوكو يوكو - قاضي المحكمة العليا في اليابان
- ليديا يو خوسيه - عالمة يابانية وأستاذة في جامعة أتينيو دي مانيلا
- نوزومي واتانابي - راقصة جليدية ترقص بانتظام مع أكيوكي كيدو. هم بطل اليابان الوطني ثلاث مرات ويحتلون المركز الخامس عشر في أولمبياد تورينو.
- كاوري إنجوجي - وفقًا لموقعها على الإنترنت، «تتمتع كاوري إنجوجي بخبرة 25 عامًا في إعداد التقارير عن الاقتصادات الرئيسية في العالم لاثنين من المصادر الرئيسية لأخبار الأعمال، سي إن بي سي ورويترز.» [36]
- كي كومورو - كاتب قانوني في لاونشتين ساندلر، زوج الأميرة اليابانية السابقة ماكو كومورو. توج أمير بحر شونان (jp: 湘南海 の 女王 ・ 海 の 王子 コ ン テ ス ト) في عام 2010 بينما كان لا يزال في المدرسة.